# DIMLIM
Dimlim (estilizado como DIMLIM) foi uma banda de rock japonesa, inicialmente visual kei, formada em abril de 2017 por Sho, Retsu, Tsubasa, Issei e Ryūya. Após desavenças entre os membros, sua última formação contava com Sho como vocalista, Retsu na guitarra e Hiroshi na bateria. Lançaram três álbuns de estúdio e sete singles. Encerraram as atividades em fevereiro de 2022, abandonando uma turnê mundial anunciada anteriormente.
Em 2019, Dimlim foi ranqueada em quinto lugar na lista de artistas visual kei da JRock News. Eles também foram ranqueados em sétimo lugar em 2018.

## Carreira

### Início,VariouseChedoara(2017–2018)
A banda foi formada em abril de 2017 por Ryūya, ex-membro de DEVILOOF, Issei, ex-membro de D.I.D, Sho, Retsu e Tsubasa. Lançaram seu EP de estreia, Various, em 3 de junho de 2017 exclusivamente em seu show de estreia em Ikebukuro Black Hole. Para a venda oficial, foi lançado em 23 de agosto de 2017, acompanhado do lançamento do videoclipe de Shoucho (初潮) em seu canal oficial do YouTube. Segundo Retsu, o nome da banda vem de "DIM", sombrio, e "LIM", engrenagem. Repentinamente, em 9 de novembro Issei e Tsubasa deixaram a banda. Foram substituídos por Hiroshi e Taishi no ano seguinte.
No show do primeiro aniversário da banda, em 3 de junho de 2018, lançaram 2 singles: "Watashi…" (私…) e "Boku…" (僕…) (ambas palavras significam "eu" em japonês) e anunciaram o lançamento de um novo álbum completo, "Chedoara", que foi lançado em 8 de agosto de 2018. O álbum esgotou em apenas dois meses e devido a grande demanda foi relançado em dezembro, com uma leve alteração na arte da capa. Ele foi o décimo sexto álbum de visual kei mais vendido da CD Japan em 2018. Em 16 de dezembro, participaram do festival de bandas metalcore Metal Square Vol. 4 ao lado de Jiluka, Deviloof, Nocturnal Bloodlust, entre outras.

### "Rijin" e saída de dois membros (2019)
No final de 2018, o grupo apagou grande parte das informações sobre seus lançamentos da época de Various, incluindo os videoclipes em seu canal do YouTube. O segundo single oficial, "Rijin" (離人), foi lançado como se fosse o primeiro em 5 de junho, acompanhado de um videoclipe gravado em um hospital. Em uma entrevista com a revista japonesa Toppa, Sho disse que sofre de transtorno dissociativo de identidade e o "Rijin" mostra sua experiência.
Pouco tempo depois, em 17 de agosto, o guitarrista Ryūya e o baixista Taishi decidiram deixar a banda após uma apresentação em Tsutaya O-West. Taishi especificou que saiu por motivos de doença e Ryūya saiu por diferenças artísticas. No mesmo show, a banda lançou o single "Kidoairaku (喜怒哀楽, Emoções)", para venda exclusiva nesta apresentação. O single fala de quatro sentimentos, e suas respectivas faixas: Ki (喜), prazer, Do (怒), raiva, Ai (哀), melancolia, e Raku (楽), alegria. Apesar da perda de dois membros, a banda seguiu em frente como um trio e anunciou um novo álbum, MISC., previsto para dezembro de 2019.

### Misc.e fim da banda (2020–presente)
O videoclipe de “What’s up ?” saiu oficialmente no YouTube em fevereiro de 2020 e mostra que o estilo musical da banda suavizou, incorporando elementos de math rock. Misc. foi adiado e finalmente lançado em 28 de janeiro de 2020. Em 1 de maio, abriram sua marca oficial de itens da banda, "Dimer Tokyo". No dia 10, por demanda dos fãs, o single "Kidoairaku" foi relançando em plataformas de streaming para o mundo inteiro exceto o Japão, com o nome das faixas e do álbum traduzidos para inglês.
Em 2020, Dimlim anunciou quatro apresentações fora do Japão. Inicialmente apenas no México, expandiram para shows no Brasil, Chile e Rússia. A apresentação no México foi cancelada por baixa demanda, mas logo depois foi reconfirmada. No entanto, todos os shows foram adiados devido a Pandemia de COVID-19. No Brasil, o show em São Paulo foi inicialmente adiado de 29 de março para 6 de setembro de 2020, depois adiado novamente para 17 de outubro de 2021. Além disso, foram adicionadas datas para shows no Rio de Janeiro e Curitiba. Com o avanço da pandemia e fim da banda, nenhum desses shows aconteceu.
Em dezembro de 2021, Dimlim anunciou que a banda acabará após seu último show em 25 de fevereiro de 2022 em Shibuya, Tóquio. Foi prometido um novo álbum de estúdio para 2021, mas devido ao fim da banda, mudaram para um álbum de greatest hits.

## Influências
Em uma entrevista com a Gekirock, o vocalista Sho disse que uma de suas maiores influências é a banda Dir en Grey e o vocalista Kyo. Retsu disse que sua maior influência é o The Gazette e o vocalista Ruki, mas que também gosta de bandas estrangeiras de metalcore como Bring Me the Horizon, Erra e Periphery.

## Membros
- Sho - vocal (2017–2022)
- Retsu - guitarra (2017–2022)
- Hiroshi - bateria (2018–2022)

### Ex-membros
- Ryūya - guitarra (2017–2019)
- Taishi - baixo (2018–2019)
- Issei - bateria (2017)
- Tsubasa - baixo (2017)

## Discografia

### Álbuns
| Título   | Lançamento            | Posição na Oricon Albums Chart |
| -------- | --------------------- | ------------------------------ |
| Various  | 23 de agosto de 2017  | 164                            |
| Chedoara | 8 de agosto de 2018   | 194                            |
| Misc.    | 28 de janeiro de 2020 | -                              |

### Singles
| Título                                           | Lançamento             | Posição na Oricon Singles Chart |
| ------------------------------------------------ | ---------------------- | ------------------------------- |
| "Kioku, konpeki no hohoemi" (記憶、紺碧の微笑み) | 21 de outubro de 2017  | -                               |
| "The Silent Song"                                | 27 de dezembro de 2017 | 134                             |
| 「」                                             | 27 de janeiro de 2018  | -                               |
| "Boku…" (僕…)                                    | 2 de junho de 2018     | -                               |
| "Watashi…" (私…)                                 | 3 de junho de 2018     | -                               |
| "Rijin" (離人)                                   | 5 de junho de 2019     | 134                             |
| "Kidoairaku" (喜怒哀楽)                          | 17 de agosto de 2019   | -                               |